# R.U.R.
R.U.R. (zkratka z Rossumovi univerzální roboti) je vědeckofantastické drama o vstupní komedii a třech dějstvích Karla Čapka z roku 1920.
Autor v příběhu varuje před případnými negativními vlivy techniky na lidstvo. Je ovlivněn svým zájmem o techniku, ale také obavami o budoucnost lidstva (destrukce za první světové války). Ve hře poprvé zaznělo slovo robot, které na Karlovu výzvu navrhl jeho bratr Josef Čapek.
| „             | „Ale já nevím,“ řekl autor, „jak mám ty umělé dělníky nazvat. Řekl bych jim Laboři, ale připadá mně to nějak papírové.“ „Tak jim řekni Roboti,“ mumlal malíř se štětcem v ústech a maloval dál. A bylo to. | “ |
| — Karel Čapek | |   |

 Karel Čapek původně uvažoval o slově „labor“.
Divadelní hra byla přeložena do více než třiceti jazyků včetně esperanta; světovou premiéru měla 2. ledna 1921, kdy ji provedl ochotnický soubor Klicpera v Hradci Králové. Světová premiéra hry R.U.R. měla být na Národním divadle v Praze. Jak však v roce 1927 uvedly Lidové noviny, původní termín byl odložen na 25. ledna 1921. Královéhradecký ochotnický soubor Klicpera, který měl hru premiérovat krátce po Národním divadle, se o odložení nedozvěděl. Tak se světová premiéra odehrála 2. ledna 1921 na prknech scény v Hradci Králové.

## Děj

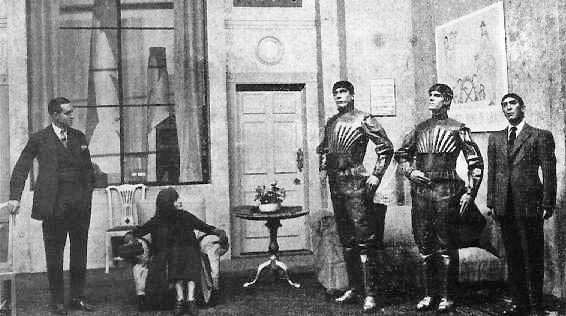
Scéna z prvního dějství. Čapek ji popsal jako Helenin salón s tapetovými dveřmi nalevo do hudebního salónu a dveřmi vpravo do ložnice Heleny. V centru jsou okna k moři a přístavu. Toaletní zrcadlo, psací stůl, komoda, pohovka, křesla. Celý salón má moderní, ryze ženský ráz.

Úvodní dějství se odehrává v blíže nespecifikované budoucnosti na Rossumově ostrově výrobny robotů, kde je celá výroba prováděna roboty. Připluje za nimi pěkná dcera prezidenta Helena Gloryová, s cílem roboty zrovnoprávnit, a do které se všichni zamilují. Postupně jí vyprávějí příběh vynálezu prvních robotů starého Rossuma a jeho synovce. Helena se poté vdá za ředitele Harryho Domina.
Příběh dále pokračuje po deseti letech, kdy už jsou roboti široce rozšířeni. Heleně je smutno z toho, že roboti, ač velmi podobní lidem, nemohou mít city jako lidé, a tak přiměje Dr. Galla, aby začal experimentovat s jejich „duší“. Jejich původním cílem bylo vytvořit pro člověka ráj na zemi, aby již nikdy nemuseli lidé umírat hlady a měli všeho dostatek. Jenže upadly mravy, lidé zlenivěli a začali roboty původně určené k práci používat jako vojáky pro své války.
Několik robotů se vzbouřilo, ustanovilo Ústřední výbor robotů a vyhlásilo válku lidstvu, jež drtivě porazilo a nenechalo nikoho přežít. Dorazili až na výrobní ostrov a pozabíjeli všechny až na Alquista, jelikož on ještě pracoval rukama (což ho uklidňovalo; věřil, že je práce smyslem života). Jenže roboti se začali opotřebovávat a umírali. Chtěli po něm, aby objevil původní Rossumův výrobní postup, ten však spálila Helena předtím, než ji roboti zabili.
Jedné noci Alquista vzbudili robot Primus a robotka Helena. Když chtěl jednoho z nich pitvat pro výzkum, druhý se nabízel místo něj – vůbec se nechovali jako roboti (snažili se navzájem chránit; záleželo jednomu na druhém). Alquist zjistil, že se mají rádi, a tak je poslal pryč, aby udrželi život a začali s láskou znovu jako Adam a Eva.
Závěr je symbolickým odkazem k bibli, z níž Alquist cituje.

## Osoby
Lidé

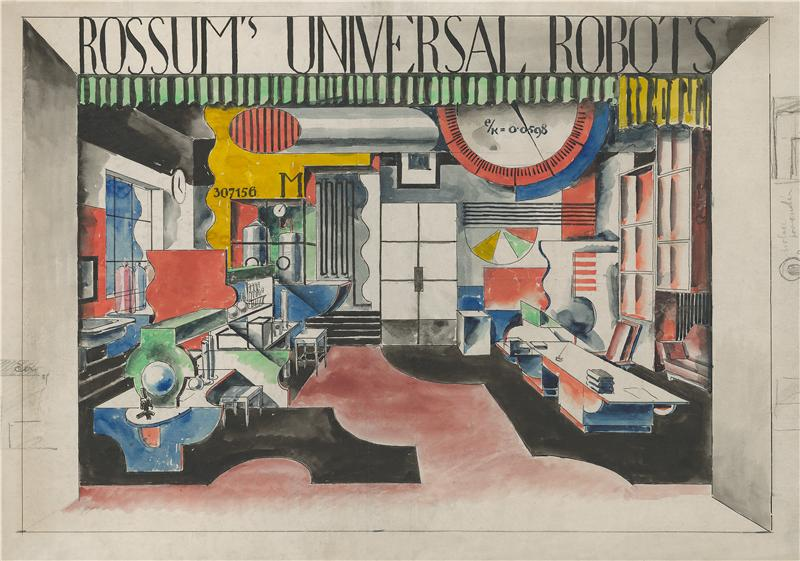
Scéna třetího dějství navržená Feuersteinem. Čapek ji popsal jako pokusnou laboratoř. Vlevo okno, vpravo dveře do pitevny. Při stěně vlevo dlouhý pracovní stůl se zkumavkami, chemikáliemi a termostatem. Nad stolem svítící žárovky. Napravo psací stůl s knihami. Skříně s nástroji. V levém koutě umyvadlo a nad ním zrcadélko, v pravém koutě pohovka.

- Harry Domin – centrální ředitel Rossumových Univerzálních Robotů,
- Inž. Fabry – generální technický ředitel R.U.R.,
- Dr. Gall – přednosta fyziologického a výzkumného oddělení R.U.R.,
- Dr. Hallemeier – přednosta ústavu pro psychologii a výchovu Robotů,
- Konzul Busman – generální komerční ředitel R.U.R.,
- Stavitel Alquist – šéf staveb R.U.R.,
- Helena Gloryová,
- Nána – její chůva.[9]

Roboti
- Marius,
- Sulla,
- Radius,
- Damon,
- Robot Primus,
- Robotka Helena,
- Robotský sluha,
- 1., 2., 3., 4. robot a další.[9]

## Roboti vR.U.R.

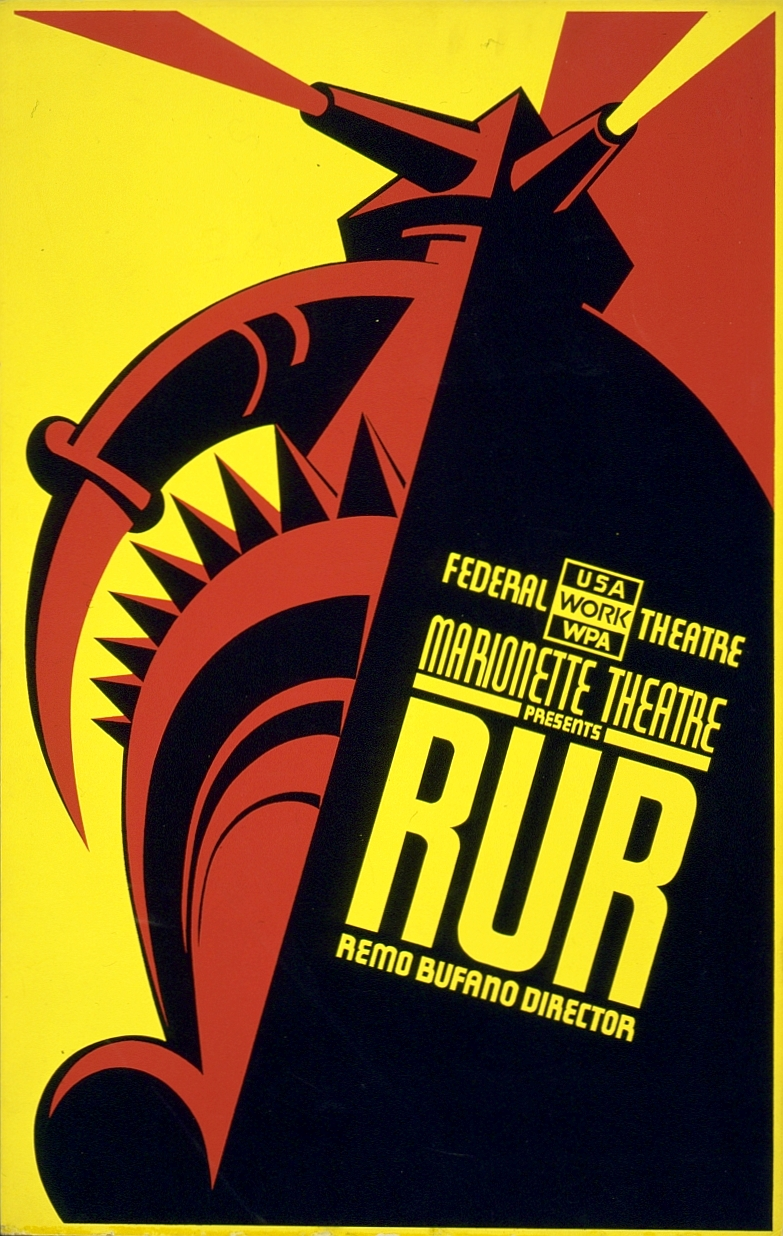
R.U.R. 1939

Roboti v Čapkově hře nejsou roboti v moderním smyslu v roce 1938. Jsou to biologičtí tvorové stvoření ve stejném stylu jako Frankensteinovo monstrum, jak o něm píše Mary Shelleyová. Jsou biologickými entitami, jejichž části se montují dohromady jako automobily. Projevují se úsečnými pohyby a výslovností. Oděni jsou stejně jako lidé a charakteristickým znakem je upřený pohled ve tváři bez výrazu.
V jistém smyslu se podobají nejmodernější koncepci živých forem stvořených člověkem (jako jsou replikanti ve filmu Blade Runner nebo Cyloni v nové verzi seriálu Battlestar Galactica). V Čapkově době ale neexistovala žádná koncepce genetického inženýrství. Jeho roboti jsou biologické stroje, jsou sestaveni jako protiklad k tomu, že by rostli nebo se narodili.

## Film
V roce 1938 byl natočen podle divadelní hry krátký 35minutový britský film produkovaný BBC.

## Opera
V roce 1977 složil podle hry R.U.R. stejnojmennou operu Zdeněk Blažek.

## Inspirovaná díla
- V roce 2020 uplynulo sto let od knižního vydání Čapkova R.U.R. a při této příležitosti vznikly dvě knihy s názvem „Robot 100“. Jedna má podtitul „Sto rozumů“, protože do ní přispělo 100 osobností (editor: Jitka Čejková) a vydala ji Vysoká škola chemicko-technologická v Praze. (Anglickou verzi vydává pod názvem R.U.R. and the Vision of Artificial Life MIT Press). Druhá obsahuje sci-fi povídky, a tak má podtitul „Povídky“ (vydalo Argo). V Památníku Karla Čapka ve Strži byla ke stému výročí R.U.R. připravena výstava s názvem „Cesta do hlubin Robotovy duše“. České centrum Mezinárodního PEN klubu připravilo ve spolupráci s divadlem Archa monumentální oslavy 100. výročí od premiéry R.U.R. na leden 2021, ale  kvůli covidové pandemii byly přesunuty o rok a konaly se v lednu 2022 pod názvem R.U.R. 100+1.
- V roce 2019 vznikl další projekt oslavující sté výročí od vydání knihy R.U.R. K oslavě stejného stoletého jubilea se spojil Ústav formální a aplikované lingvistiky Matematicko-fyzikální fakulty Univerzity Karlovy se Švandovým divadlem na Smíchově a organizátory hackathonů CEE Hacks, aby vytvořili projekt THEaiTRE, který si klade za cíl zjistit, zda dokáže umělá inteligence pomocí přirozeného zpracování jazyka a konkrétně vylepšeného jazykového modelu GPT-2 napsat divadelní hru.